# Mark Polish
Mark Polish (30 de octubre de 1970, El Centro, California, Estados Unidos) es un actor, productor, guionista estadounidense conocido por algunas películas como Twin Falls Idaho (1999), Northfork (2003) y El granjero astronauta (2006).

## Biografía
Mark nació el 30 de octubre de 1970 en la ciudad de El Centro, California, su padre es de ascendencia austríaca y su madre es mexicana. Tiene un hermano gemelo llamado Michael Polish, aunque Mark nació en primer lugar con 20 minutos de diferencia. Trabaja junto a su hermano Michael realizando la función de actor, guionista, productor y a veces como codirector. Ambos son conocidos en el mundo del cine como los hermanos Polish. 
Debutó como actor en 1996 con la película Hellraiser: Bloodline, dirigida por Alan Smithee y donde interpretaba a uno de los gemelos cenobitas, donde su hermano Michael era el otro gemelo. Se casó con Wendy Polish y tuvieron una hija llamada Logan. Wendy es diseñadora gráfica y dirigió el departamento de arte de la película Northfork en 2003, un trabajo de su marido Mark y su cuñado Michael.
En 1999 escribió y participó como actor en la película Twin Falls Idaho, donde su hermano Michael ejerció de director, además de ayudarle en la producción y el guion. Este fue el primer trabajo de ambos como "los hermanos Polish".
Su cuñada es la actriz estadounidense Kate Bosworth, quien es muy conocida por su papel de Jill Taylor en la película 21: Blackjack.

## Filmografía

### Cine
| Año  | Película                | Papel                 | Función                      |
| ---- | ----------------------- | --------------------- | ---------------------------- |
| 2015 | Hot Bot (posproducción) | -                     | Guionista                    |
| 2011 | For Lovers Only         | Yves                  | Actor, guionista y productor |
| 2009 | Stay Cool               | -                     | Actor y guionista            |
| 2009 | The Smell of Success    | -                     | Actor y guionista            |
| 2006 | El granjero astronauta  | Agente Mathis del FBI | Actor, guionista y productor |
| 2003 | Northfork               | Willis O'Brien        | Actor, guionista y productor |
| 2002 | El buen ladrón          | Albert                | Actor                        |
| 2001 | Jackpot                 | Sad Eyes              | Actor, guionista y productor |
| 1999 | Twin Falls Idaho        | Blake Falls           | Actor y guionista            |
| 1996 | Hellraiser: Bloodline   | Gemelo Cenobita       | Actor                        |

### Cortometrajes
| Año  | Título    | Papel | Director                       |
| ---- | --------- | ----- | ------------------------------ |
| 2008 | Al's Beef | Al    | Dennis Hauck                   |
| 2004 | Job 7:10  |       | Tony Perri, Sheldon Strickland |

## Premios y nominaciones

### Premios Gotham
| Año  | Categoría      | Película         | Resultado |
| ---- | -------------- | ---------------- | --------- |
| 1999 | Mejor película | Twin Falls Idaho | Nominado  |

### Premios Independent Spirit
| Año  | Categoría              | Película | Resultado |
| ---- | ---------------------- | -------- | --------- |
| 2002 | Premio John Cassavetes | Jackpot  | Ganador   |